# Арпады
А́рпа́ды (венг. Árpádok, хорв. Arpadovići, словац. Arpádovci) — династия князей (с 1000 года — королей) Венгрии, правившая с момента возникновения государства до своего пресечения в 1301 году. Происходит от Альмоша, который в конце IX века привёл мадьяров в Восточную Европу. 
Из средневековых венгерских хроник следует, что тотемным символом клана, из которого вышли Арпады, была крупная хищная птица — турул. Также в Средние века презюмировалось родство этой династии с Аттилой. Как и на Руси, первые поколения венгерских правителей придерживались принципа сеньората: престол наследовал младший брат правителя, а не его сын.
После угасания рода Арпадов (со смертью в 1301 году Андраша III) корона Святого Стефана перешла по женской линии к чешской династии Пржемысловичей.

## Главы династии
| Надьфейеделемы | Надьфейеделемы    |
| -------------- | ----------------- |
| 889—907        | Арпад             |
| 907—947        | Жольт             |
| 947—955        | Файс              |
| 955—970        | Такшонь           |
| 970—997        | Геза              |
| 997—1000       | Иштван I Святой   |
| Короли         |                   |
| 1000—1038      | Иштван I Святой   |
| 1038—1041      | Пётр Орсеоло      |
| 1041—1044      | Самуил Аба        |
| 1044—1046      | Пётр Орсеоло      |
| 1046—1060      | Андраш I          |
| 1060—1063      | Бела I            |
| 1063—1074      | Шаламон           |
| 1074—1077      | Геза I            |
| 1077—1095      | Ласло I Святой    |
| 1095—1116      | Кальман I Книжник |
| 1116—1131      | Иштван II         |
| 1131—1141      | Бела II Слепой    |
| 1141—1162      | Геза II           |
| 1162—1172      | Иштван III        |
| 1162—1163      | Ласло II          |
| 1163—1165      | Иштван IV         |
| 1172—1196      | Бела III          |
| 1196—1204      | Имре              |
| 1204—1205      | Ласло III         |
| 1205—1235      | Андраш II         |
| 1235—1270      | Бела IV           |
| 1270—1272      | Иштван V          |
| 1272—1290      | Ласло IV Кун      |
| 1290—1301      | Андраш III        |

## Святые и блаженные
В венгерской традиции династию Арпадов называли «домом святых королей». Связано это с тем, что многие члены рода были канонизированы и беатифицированы:
- Святой Иштван, канонизирован в 1083 г. (также канонизирован православной церковью в 2000 г.)
- Святая Гизела, канонизирована в 1975 г.
- Святой Эмерик, канонизирован в 1083 г.
- Святой Ласло, канонизирован в 1192 г.
- Святая Елизавета, канонизирована в 1235 г.
- Святая Кунигунда — княгиня краковская, покровительница соледобытчиков, канонизирована в 1999 г.
- Святая Иоланда, блаженная, беатифицирована в 1631 г.
- Святая Маргарита, канонизирована в 1943 г.
- Святая Агнесса Чешская
- Святая Ирина (Пирошка), дочь Ласло I, канонизирована православной церковью.

Также беатифицирована последняя представительница дома Арпадов по имени Елизавета, которая умерла в 1338 году монахиней аббатства Тёс (на территории современного Винтертура).

## Генетика
В 2020 году генетиками у Белы III была определена Y-хромосомная гаплогруппа R1a-Z93>R1a-SUR51>R1a-ARP11>R1a1a1b2a2a1c3a3b-ARP10 (R1a1a1b2a2a1c3, снипы ISOGG, software Yleaf: Software for Human Y-Chromosomal Haplogroup Inference from Next-Generation Sequencing Data (определитель субклада по BAM-файлу)) и митохондриальная гаплогруппа H1b. Двое мужчин (Béla III и HU52) из шести, захороненных в Королевской базилике Секешфехервара, относятся к Y-хромосомной гаплогруппе R1a1a1b2a2-Z2124>R1a1a1b2a2a-Z2123>R1a-SUR51/SUR1 и образуют субклад R1a-ARP10. Захороненный в базилике мужчина с кодом HU52 (id:SRS6609007), возможно, является внуком Белы III и Анны (Агнессы) Антиохийской — галицким князем Андрашем (королевичем Андреем). Ближайшим живущим родственником Арпадов в ветви R1a-ARP5 (внутри R1a-SUR51) является серб (id:SRS6892240) из ветви R-ARP7*. Сестринской для линии R1a-ARP5 является ветвь R1a-SUR52, предположительно отошедшая от R1a-SUR51 - 1900 лет назад и представленная в настоящее время популяцией башкир, происходящих преимущественно из Кугарчинского, Куюргазинского, Учалинского, Бурзянского и Абзелиловского районов Башкортостана, а также среди мишар Поволжья. У остальных четырёх образцов из Королевской базилики Секешфехервара определены Y-хромосомные гаплогруппы R1a1a1b1a2-Z280>R1a1a1b1a2b3a4a-YP1626 (HU54), R1b1a1b1a1a2b-PF6658, R1b1a1b1a1a1c2-BY41605, J1a2b1b2c1a-ZS7626 и E1b1b1a1b1a-BY4992. Также определены митохондриальные гаплогруппы H1c1, H7b1, H46, T2b2b1, U4a, U4a2b, U5b2c, J1c3a.
В 2022 году определена принадлежность короля Ласло I Святого из династии Арпадов к Y-хромосомной гаплогруппе R1a-SUR51 (субклад R1a-ARP5>R1a-ARP11>R1a-ARP11*).
Со Средних веков на происхождение от венгерских принцев претендовали знатный бельгийский род Круа и шотландский род, возглавлявший клан Драммонд. Генетические исследования опровергли их происхождение от Арпадов.